# USS Sea Devil (SSN-664)
USS Sea Devil (SSN-664) – amerykański myśliwski okręt podwodny z napędem atomowym typu Sturgeon. Wyposażony był w pociski przeciwokrętowe Harpoon oraz rakietowe pociski przeciwpodwodne SUBROC z głowicą jądrową W55 o mocy 5 kT, a także w 23 torpedy Mk. 48 ADCAP i minotorpedy Mk. 60 Captor. "Sea Devil" zwodowano 5 października 1967 roku w stoczni Newport News. Okręt został przyjęty do służby operacyjnej w marynarce wojennej Stanów Zjednoczonych 30 stycznia 1969 roku, którą pełnił do 16 października 1991 roku